# Intel 80486SX

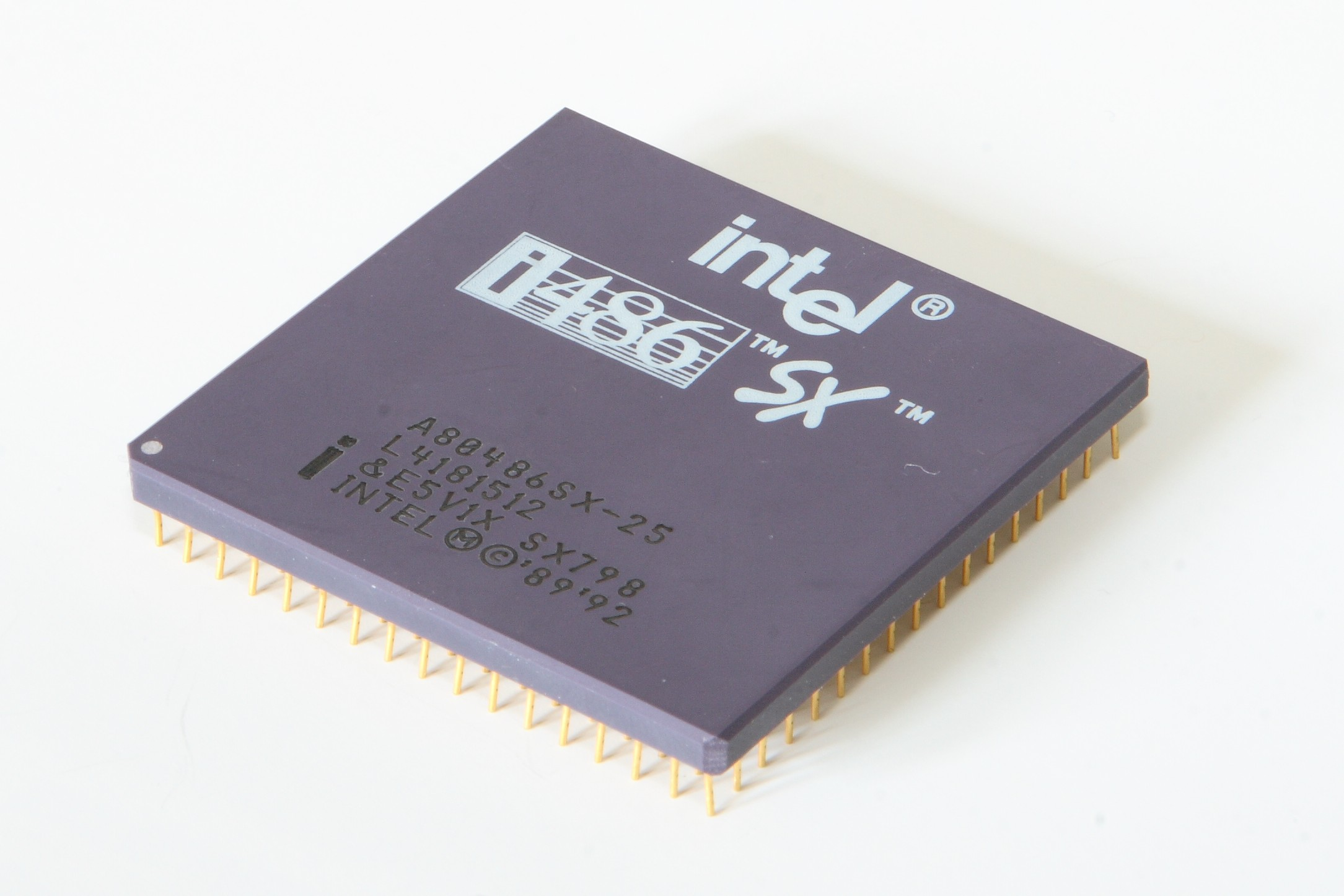
Intel i486 SX 25MHz

O Intel 80486SX é um microprocessador Intel 486DX com sua FPU desconectada (ou presente, mas desabilitada). Todos os primeiros chips 486SX (lançado oficialmente em 1991), eram, na verdade, chips 486DX com FPUs defeituosas. Se no teste final fosse verificado que a UCP funcionava mas que a FPU era defeituosa, as conexões de força e barramento da FPU eram destruídas com um laser e o chip era vendido por um preço inferior, como um SX; se a FPU funcionasse, era vendido como um DX. Insinuou-se que a Intel teria transformado chips DX com FPUs em perfeito estado, em chips SX, para atender a demanda por microprocessadores de baixo custo.
Para muitos utilizadores no início da década de 1990, ter um microprocessador com FPU não era encarado como grande vantagem (exceto para aqueles que gostavam de jogos de computador ou que realizavam muitos cálculos matemáticos). Entre os grandes fabricantes que venderam sistemas equipados com 486SX, estavam entre outros, a Packard Bell, Compaq e IBM (particularmente a linha Aptiva).
Alguns sistemas permitiam que um chip DX fosse conectado a um soquete de expansão. Um jumper na placa-mãe desabilitava então o chip SX, difícil de remover porque usualmente não era inserido num soquete ZIF, mas soldado diretamente sobre a placa-mãe.
A FPU era provida com o coprocessador Intel 80487, um chip 486DX completo, mas com um pino extra para evitar que fosse usado como um 486DX comum.